# 히고나가하마역
히고나가하마역(일본어: 肥後長浜駅)은 일본 구마모토현 우토시에 위치한 규슈 여객철도 미스미 선의 철도역이다. 단선 승강장 1면 1선의 구조를 갖춘 지상역이다.

## 역 주변
- 국도 제57호선
- 나가하마 해수욕장

## 역사
- 1931년 7월 17일 : 히고나가하마 가정류소로서, 일본 철도성이 설치.
- 1939년 1월 1일 : 역으로 승격, 히고나가하마역으로 한다.
- 1987년 4월 1일 : 일본국유철도 분할 민영화에 의해, 규슈 여객철도가 승계.

## 인접 역
| 규슈 여객철도 미스미 선 | 규슈 여객철도 미스미 선 | 규슈 여객철도 미스미 선 |
| ----------------------- | ----------------------- | ----------------------- |
| 스미요시 우토 방면      | ■ 미스미 선             | 오다 미스미 방면        |